# قاچاق انسان در آرژانتین
قاچاق انسان در آرژانتین (انگلیسی: Human trafficking in Argentina) عبارت است از تجارت غیرقانونی انسانها برای اهداف بردگی تولید مثل، استثمار جنسی، کار اجباری، برداشتن عضوی از بدن، یا هر شکل دیگری از برده‌داری نوین در آرژانتین.

## امضا پروتکل جهانی سازمان ملل
این موضوع یک جنایت بین‌المللی علیه بشریت و نقض حقوق بشر است. قاچاق انسان بعنوان یک نوع برده‌داری مدرن شناخته می‌شود. در صحنه بین‌المللی در میان جنایات، قاچاق انسان پس از قاچاق اسلحه و مواد مخدر در رده سوم قرار دارد. این موضوع عامل جابجائی بیش از ۳۲ میلیارد دلار در سراسر جهان است. پروتکل جهانی سازمان ملل علیه قاچاق انسان توسط ۱۱۷ کشور مختلف، از جمله آرژانتین امضا شده‌است. این پیمان کشورهای امضا کننده را ملزم می‌سازد که از قاچاق انسان پیشگیری و با آن مبارزه کنند و از قربانیان آن محافظت و به آنها کمک نمایند. همچنین کشورها را تشویق می‌کند که برای رسیدن به این اهداف با یکدیگر همکاری کنند.

## قوانین
در آرژانتین مرتکبین این جرم طبق قانون مستحق مجازات هستند. با اینکه قوانین زیادی این مشکل را پوشش می‌دهند اما تکرار این جرم همچنان ادامه دارد. یک پیشرفت قانونی مهم در این حوزه تصویب قانون شماره ۲۶٫۳۶۴ بود، که تلاش می‌کند تا مطالبات این پروتکل بین‌المللی را محقق کند و مجازات ۳ تا ۱۵ سال زندان را در نظر می‌گیرد. علی‌رغم اینکه قاچاق انسان یک جرم جدی است، در آرژانتین آمار رسمی دراین مورد وجود ندارد، تنها برای پیگردهای قضائی این موضوع آمار ثبت شده‌است. اما این امری شناخته شده‌است که این کشور یک منبع، مسیر ترانزیت و مقصد برای قاچاق انسان است. به عنوان وسیله‌ای برای جلوگیری از قاچاق انسان، در ژوئیه ۲۰۱۱، دولت حکمی صادر کرد که انتشار تبلیغات صریح درخواست جنسی را در روزنامه‌ها ممنوع اعلام کرد.
یک مطالعه از سال ۲۰۱۲ نشان داد که قاچاق جنسی بمنظور دور زدن قانون در حال تغییر است، بدین‌ترتیب که به زنانی که مورد سوءاستفاده قرار می‌گیرد اجازه می‌دهند تا مدارک شناسایی خود را نگه دارند یا به آن‌ها اجازه می‌دهند تا محل استثمار را ترک کنند تا کار اثبات قاچاق را دشوارتر کنند.
دفتر نظارت و مبارزه با قاچاق انسان وزارت امور خارجه ایالات متحده آمریکا در سال ۲۰۱۷ کشور آرژانتین را در رده دوم قرار داد.